# Serrinha (tiểu vùng)
Serrinha là một tiểu vùng thuộc bang Bahia, Brasil. Tiều vùng này có diện tích 10598 km², dân số năm 2007 là 386106 người.